# Stazione di Lund Centrale
La stazione centrale di Lund (in svedese Lunds centralstation) è la stazione ferroviaria principale di Lund, Svezia.

## Storia

### XIX Secolo

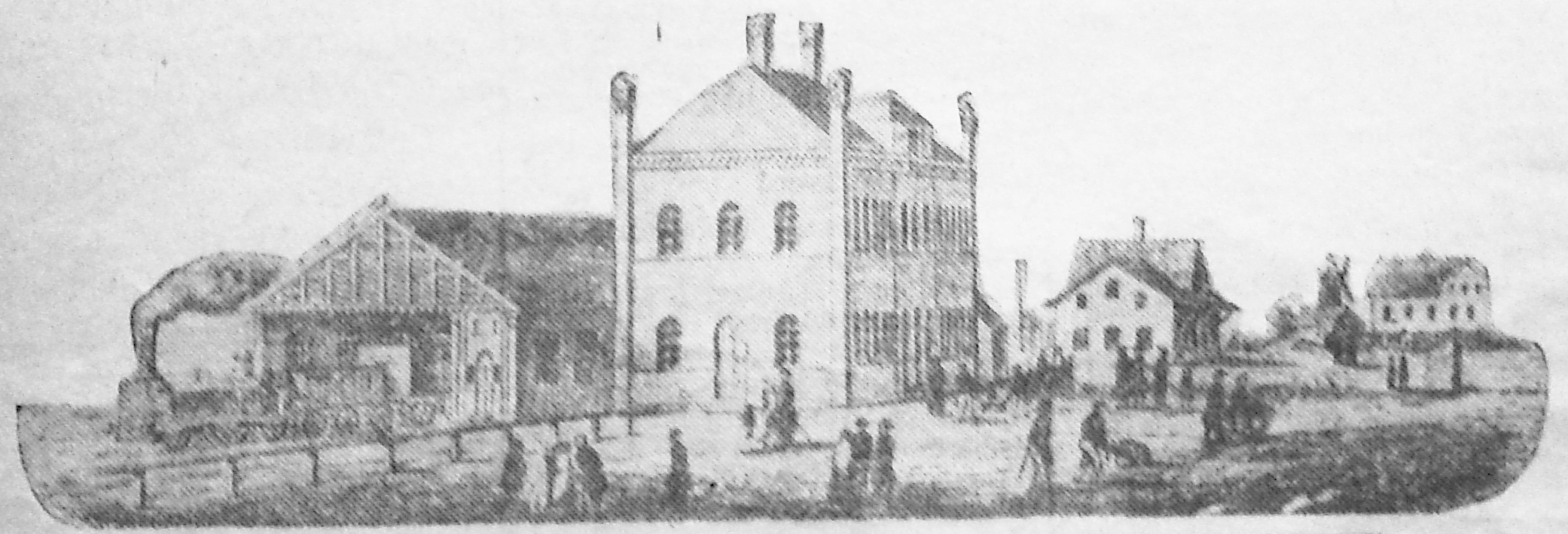
L'impianto nel 1858

La creazione di un nuovo impianto ferroviario a Lund, ebbe inizio alla fine del anni '50 del XIX secolo, subito dopo la creazione della Södra stambanan.
Il primo impianto comprendeva un edifici su due piani e il magazzino delle merci, entrambi in pietra, oltre a un capannone ferroviario e due binari collegati all'edificio della stazione. Nel 1872, l'edificio ristrutturato, ampliando il piano terra alle due estremità dell'edificio. Nel 1875 fu aggiunta la ferrovia Lund-Trelleborg e contemporaneamente cambiò l'aspetto dello scalo ferroviario. Tra l'altro venne ampliato il deposito merci nella parte settentrionale dell'area della stazione. In connessione con l'ampliamento del tracciato di viaggio, il padiglione è stato rimosso.
Nel 1885, l'area dei binari fu ulteriormente ampliata in connessione con la costruzione della ferrovia Lund-Kävlinge. 
La stazione è stata poi ampliata in più fasi durante gli anni '80 e anni '90.

### XX secolo e XXI secolo
L'inizio del XX secolo, vide nuovamente operazioni di ristrutturazione ai binari con la costruzione tra il 1900 e il 1901 del doppio binario per la linea Lund-Eslöv.
Negli anni '20, la stazione ricevette una completa modernizzazione con la rimozione di piattaforme per i passeggeri obsoleti e la creazione del tunnel Rydes undergång. Una decade dopo, nel 1933, la stazione fu elettrificata.
Nel 2007, la stazione fu ricostruita per allargare la capacità. La ricostruzione, fu completata nel 2009 e vide la rimozione di un binario per l'accrescimento dei tre presenti, oltre all'ampliamento la capacità di ascensori e scale mobili.